# Vanessa Struhler
Vanessa Struhler (* 4. November 1985 in Oberhausen in Nordrhein-Westfalen), bekannt unter ihrem Künstlernamen Vanessa S., ist eine deutsche Sängerin, die durch die ab 2002 ausgestrahlte erste Staffel der Castingshow Deutschland sucht den Superstar (DSDS) bekannt wurde.

## Deutschland sucht den Superstar
Vanessa Struhler, die deutsch-philippinischer Abstammung ist, konnte in den Top-30-Shows die Jury mit dem Song Fallin’ von Alicia Keys überzeugen und schaffte es als Nachrückkandidatin in die Mottoshows. In der ersten Staffel traten die Top-30 in drei Zehnerblöcke geteilt auf und jeweils drei Kandidaten einer Zehnergruppe kamen sofort sicher in die Mottoshows, während nach allen drei Top-30-Shows nur einer der drei Viertplatzierten ebenfalls in die Mottoshows einziehen konnte.
Bereits in der ersten Sendung konnte sie mit When You Look at Me von Christina Milian überzeugen. In der zweiten Mottoshow, die unter dem Motto Balladen stand, sang die damals 17-jährige Save the Best for Last und schaffte es im Zuschauervoting auf Platz drei. In den darauffolgenden Wochen wurde sie mehrmals nach vorne gerufen. Zwar hatte sie nicht immer die zweitwenigsten Stimmen, doch die Jury benannte sie häufig als Wackelkandidatin. Am 8. Februar 2003 schied Struhler als Viertplatzierte aus.

### Auftritte bei DSDS
| Mottoshow (Datum)                  | Lied                   | Originalinterpret | Anrufer in Prozent     |
| 1. Top-30-Show (30. November 2002) | Fallin’                | Alicia Keys       | 12 % (Platz 4 von 10)  |
| Mein Superstar (21. Dezember 2002) | When You Look at Me    | Christina Milian  | 6,1 % (Platz 5 von 10) |
| Lovesongs (28. Dezember 2002)      | Save the Best for Last | Vanessa Williams  | 7,8 % (Platz 3 von 9)  |
| Hits 2002 (4. Januar 2003)         | I’m Gonna Be Alright   | Jennifer Lopez    | 9,3 % (Platz 5 von 7)  |
| Musical (11. Januar 2003)          | Lady Marmalade         | Patti LaBelle     | 9,2 % (Platz 5 von 7)  |
| 80er Jahre (18. Januar 2003)       | Get Here               | Oleta Adams       | 7,2 % (Platz 5 von 6)  |
| Big Band (1. Februar 2003)         | Get Happy              | Ruth Etting       | 12,3 % (Platz 4 von 5) |
| Disco/70er Jahre (8. Februar 2003) | Sunny                  | Bobby Hebb        | 10,6 % (Platz 4 von 4) |
| Disco/70er Jahre (8. Februar 2003) | I Love to Love         | Tina Charles      | 10,6 % (Platz 4 von 4) |

## Werdegang
Als Vierte der DSDS-Sänger veröffentlichte Struhler im April 2003 mit dem deutschen Rapper Trooper Da Don ihre erste Single Ride or Die (I Need You). Der Song stieg am ersten Verkaufstag in den Trendcharts von null auf eins ein, landete am Ende der Woche dann auf Platz vier.
Im Sommer 2003 veröffentlichte Struhler dann erstmals unter ihrem Künstlernamen VANESSA S. ihre zweite Single Fiesta, die sie mit Ferris MC aufgenommen hatte. Im August 2003 erschien Struhlers erstes Album Ride with Me. Der Longplayer beinhaltet 14 poppige R&B-Tracks, die sie innerhalb von zehn Tagen in Schweden aufgenommen hatte. Im September folgte mit der Doppel-A-Single Ey Ey Ey/Back to Life (Cover-Version des Titels Back to Life (However Do You Want Me) von Soul II Soul) eine weitere Single, auf der Struhler von einem Rapper unterstützt wurde. Der Song schaffte es für einige Wochen in die Top-20 der Charts. Im Dezember folgte die nächste und letzte Singleauskopplung, die Ballade One Single Tear.
Das zweite Album Independence konnte im Oktober 2004 nicht mehr bei BMG erscheinen, weil diese die Verträge mit Struhler und den anderen DSDS-Sängerinnen aufgelöst hatte. Es erschien beim Label Freshline Records in Berlin. Für Independence hat Struhler zum ersten Mal eigene Stücke beigesteuert. Blah, Blah, Blah hieß die erste Single-Auskopplung aus diesem Album. Darin verarbeitet sie ihre Erfahrung mit dem oberflächlichen Medien- und Musikbusiness: „Vieles ist halt einfach immer nur blah, blah, blah.“ Ende September ging sie als Vorgruppe von Dante Thomas in Deutschland und der Schweiz auf Tour.
Im Oktober 2004 veröffentlichte Struhler ein eigenes Comic (First Class), das ihre bisherigen Erlebnisse während ihrer Karriere zusammenfasst. Die Bilder wurden von Michael Strogies gezeichnet, Struhler schrieb an der Geschichte selbst mit. Nachdem die eigentlich vorgesehene DSDS-Kollegin Gracia Baur absagte, im Vorprogramm der estnischen Girlgroup Vanilla Ninja zu singen, sprang an ihrer Stelle Struhler ein und tourte im April 2005 mit der Band durch Deutschland. Im Jahr 2006 machte sie jeweils ein Feature auf den Alben der Deutsch-Rapper Taichi (Top Story-Song: Leb dein Traum) und Robird Styles (Charterflug-Song: Unendlichkeit). Im Jahr 2007 war sie ebenfalls an zwei Features auf dem Album des Deutsch-Rappers Taichi beteiligt (Keine Wahl und Ich denk an dich Pt. 2).

## Diskografie

### Studioalben
| Jahr | Titel        | Höchstplatzierung, Gesamtwochen, AuszeichnungChartsChartplatzierungen (Jahr, Titel, Platzierungen, Wochen, Auszeichnungen, Anmerkungen) | Anmerkungen                                              |
| Jahr | Titel        | DE | Anmerkungen                                              |
| ---- | ------------ | --- | -------------------------------------------------------- |
| 2003 | Ride with Me | DE30 (2 Wo.)DE | Erstveröffentlichung: 25. August 2003 Verkäufe: + 30.000 |
| 2004 | Independence | — | Erstveröffentlichung: 25. Oktober 2004                   |

### Singles
| Jahr | Titel Album                           | Höchstplatzierung, Gesamtwochen, AuszeichnungChartplatzierungen (Jahr, Titel, Album, Platzierungen, Wochen, Auszeichnungen, Anmerkungen) | Höchstplatzierung, Gesamtwochen, AuszeichnungChartplatzierungen (Jahr, Titel, Album, Platzierungen, Wochen, Auszeichnungen, Anmerkungen) | Höchstplatzierung, Gesamtwochen, AuszeichnungChartplatzierungen (Jahr, Titel, Album, Platzierungen, Wochen, Auszeichnungen, Anmerkungen) | Anmerkungen                                             |
| Jahr | Titel Album                           | DE | AT | CH | Anmerkungen                                             |
| ---- | ------------------------------------- | --- | --- | --- | ------------------------------------------------------- |
| 2003 | Ride or Die (I Need You) Ride with Me | DE4 (9 Wo.)DE | AT55 (6 Wo.)AT | CH70 (2 Wo.)CH | Erstveröffentlichung: 28. April 2003 mit Trooper Da Don |
| 2003 | Fiesta Ride with Me                   | DE22 (9 Wo.)DE | AT55 (4 Wo.)AT | CH60 (4 Wo.)CH | Erstveröffentlichung: 21. Juli 2003 feat. Ferris MC     |
| 2003 | Ey Ey Ey / Back to Life Ride with Me  | DE17 (9 Wo.)DE | AT51 (4 Wo.)AT | — | Erstveröffentlichung: 29. September 2003                |
| 2003 | One Single Tear Ride with Me          | DE40 (7 Wo.)DE | — | — | Erstveröffentlichung: 8. Dezember 2003                  |
| 2004 | Blah Blah Blah Independence           | DE57 (1 Wo.)DE | — | — | Erstveröffentlichung: 13. September 2004                |

Weitere Singles
- 2005: Don’t Say (You’re Sorry)
- 2005: Bonafide
- 2005: Take Me Slow (mit Bitza)
- 2007: Got Twisted

## Comic
- First Class (Oktober 2004)

Vanessa S. – First Class ist eine ironische Gangsterballade mit biographischen Bezügen. Der Comic des Zeichners Michael Strogies ist gefüllt mit Seitenhieben auf den ein oder anderen Prominenten aus dem Pop-Geschäft.
Story: Vanessa arbeitet als Sängerin in einer Kneipe. Zusammen mit ihrem Verlobten Steve, einem erfolglosen Musiker, träumt sie den Traum einer steilen Karriere im Musikbusiness. Diesem Traum kommt ein gewissenloser Gangster in die Quere, der Vanessa für sich gewinnen will und auch vor zweifelhaften Mitteln nicht zurückschreckt. Gemeinsam mit Steve und anderen Weggefährten stellt sie sich ihm entgegen.

## Sonstige Tätigkeiten
Struhler hat für zwei Kollektionen der Modelinie Broadway und für die Schuhmarke Buffalo gemodelt. Mit Mirjam Weichselbraun von MTV Germany und DJ Tomekk moderierte Struhler die Zocker-Show MTV Streetlive.